# 지미 롤린스
제임스 캘빈 롤린스(James Calvin Rollins, 1978년 11월 27일 ~ )은 미국출신의 전직 야구 선수이다.

## 경력

### 메이저 리그 이전
1996년에 있었던 MLB 드래프트에서 2라운드 전체 46위로 필라델피아 필리스에게 지명되어 입단한다. 그리고 루키 리그에서는 49경기에 출장한다.
1997년에는 싱글A에서 139경기에 나와서 필라델피아 필리스산하 마이너 리그 베이스볼팀 최다 기록인 46개의 도루를 성공시킨다.
2000년에는 트리플A에서 개막을 맞이했다. 슬럼프에 빠졌지만 점점 원래대로 돌아가며 .274의 타율과 24개의 도루, 리그에서 가장 많은 11개의 3루타를 기록한다.

### 메이저 리그
2000년에는 9월 17일에 있었던 플로리다 말린스전에서 2번 타자, 유격수로 선발 출장하며 메이저 리그 데뷔를 한다. 데뷔전에서는 3루타 1개를 포함하여 4타수 2안타 1도루를 기록한다.
2001년에는 리그에서 가장 많은 12개의 3루타와 46개의 도루를 기록하며 타이틀을 차지하고, 래리 보와가 1974년에 기록했던 20번 연속 도루성공이라는 구단기록을 자신의 35번으로 갱신시켰다. 신인왕 투표에서는 3위를 기록하였다.
2002년에는 전년에 이어 리그에서 가장 많은 10개의 3루타와 2년 연속으로 올스타전에도 선출되었지만, 자신의 커리어에서 가장 낮은 .245의 타율을 기록했다. 시즌이 끝난 후에는 미일 올스타전에서 메이저 리그의 대표로 선출되어 경기를 하기도 했다.
2003년에는 메이저 리그에서 풀타임으로 뛰기 시작한 이후 3년연속으로 삼진의 개수가 100개를 상회했지만, 풀스윙을 줄이고 예리하고 날카로운 땅볼을 많이 치게 되면서 2004년에는 삼진의 개수를 73개로 줄였는데, 이후 삼진의 개수는 2013년까지 한번도 100개를 넘지 않는다. 2004년에는 아주 발전된 모습을 보였는데 삼진을 줄이며 타울은 .289를 기록하였으며, 득점은 119개를 기록하며 처음으로 100개를 넘었다.
2005년 6월에는 「내 마음은 필라델피아에 머물러 있다」고 말하며 필라델피아 필리스와 5년에 총액 4,000만 달러에 연장계약을 맺는다. 전반기가 끝난 후 올스타전에 뽑히지 못했지만 로스앤젤레스 다저스의 내야수 세자르 이스투리스가 부상으로 올스타전 출전이 불가능하게 되자 팀 동료인 빌리 와그너와 함께(와그너는 페드로 마르티네스의 대리) 롤린스가 대신 나가게 된다. 후반기에는 8월 23일부터 36경기 연속안타를 기록하며 시즌을 마쳤는데, 이는 1899년에 31경기 연속으로 안타를 친 에드 델라한티의 구단기록을 뛰어넘는 것이었다. 롤린스에게 기록같은 31번째 안타를 허용한 투수는 현재 기아 타이거스소속의 서재응선수이다.
2006년에는 개막전 이후 2경기에서 안타를 쳐내며 자신의 연속 안타 기록을 38경기로 늘린다. 자신의 커리어에서 2번째로 많은 25개의 홈런과 36개의 도루를 기록하며 유격수로서 20-20을 달성하였으며, 자신의 커리어에서 가장많은 45개의 2루타를 때리기도 했다. 하지만, 팀은 뉴욕 메츠에게 밀리면서 지구 2위로 시즌을 마쳤다.
2007년에는 시즌이 개막하기 전인 1월 24일에는 「디비전시리즈 진출팀은 지난 14년간 실패했던 팀의 차지가 될 것이다」라는 말을 했다 (필라델피아 필리스는 1993년 이후 포스트시즌 진출을 한번도 하지 못했다). 그렇게 시작한 시즌에서는 4월에만 11승 14패를 기록하며 롤린스는 이러한 결과의 범인으로 뽑히기도 했다. 하지만, 시즌이 끝날 무렵에 팀의 역전승은 리그 최다인 48회였는데, 롤린스는 이 역전승들에 많이 공헌했다. 9월 12일에는 지구 1위인 뉴욕 메츠와 7게임이나 차이가 벌어졌었지만 차이를 좁혀가며 9월 30일에 있었던 시즌 마지막 경기가 치러지기 전에는 동률이 되어있었다. 롤린스는 마지막 경기에서 20번째 3루타를 달성하며 9월 9일에 달성한 커티스 그랜더슨에 이어서 메이저 리그 역사상 4번째로 20-20-20-20(2루타-3루타-도루-홈런)을 달성한다. 그리고 팀은 승리하며 기적같이 지구 우승을 차지한다.
시즌에서는 전경기인 162경기에 나와서 구단 역사상 2명째이며 3번째, 유격수로서는 메이저 리그 역사상 3명째로 30개의 홈런과 30개의 도루를 기록하며 30-30 클럽에 이름을 올린다. 778번의 타석과 716번의 타수를 기록하며 메이저 리그 신기록을 세우며, 139개의 득점과 88개의 장타를 기록한다. 접전으로 예상되었던 MVP투표에서는 맷 홀리데이가 유력하게 뽑혔으며, 프린스 필더가 그에 대항할 것으로 보였다. 하지만, 다크호스로 뽑혔던 롤린스가 내셔널 리그의 MVP에 선출되었으며, 데뷔 이후 처음으로 실버 슬러거와 골든 글러브를 수상했다.
2008년에는 부상의 영향으로 인해 주전으로 뛰기 시작한 2001년이후 가장 적은 137경기에 출장했다. 그 영향으로 득점은 5년만에 100을 넘지 못했으며, 2년 연속으로 25개 이상을 기록했던 홈런 개수도 11개로 감소했다. 하지만, 도루에서는 자신의 커리어에서 최다였던 2001년에 기록한 46개를 넘는 47개를 기록한다.
2009년에는 시즌을 통틀어서 타율이 낮았다. 4월에는 .207의 타율에, 1개의 홈런, 6개의 타점을 기록했으며, 5월 22일에 있었던 뉴욕 양키스와의 경기가 있던 시점에서는 .240으로 오르기도 했지만, 그 이후 다시 내려가기 시작하며 6월에는 .207까지 내려간다. 하지만, 올스타전이후 74경기에서 .272의 타율과 14개의 홈런, 43개의 타점을 기록하며 전반기보다 엄청나게 성적이 상승한다. 시즌에서는 전반기의 부진 덕분인지 2002년에 기록했던 .245의 타율 다음으로 낮은 .250을 기록한다. 한편, 후반기에 14개의 홈런을 쳐내며 2년만에 20개 이상을 기록했으며, 3번째로 20-20을 달성한다.
2010년에는 부상으로 고생하며 신인시절 이후 처음으로 규정타석을 달성하지 못한다. 시즌에서는 규정타석에는 못미치지만 자신의 커리어에서 가장 낮은 .243의 타율을 기록하지만, 통산 150번째 홈런을 달성하고, 전년보다 60경기 이상 적은 경기에 출장하면서도 작년과는 비슷한 개수의 볼넷을 얻어내는 등 부상으로 시즌을 말아먹지는 않았다.
2011년 12월 17일에는 3년에 3,300만 달러에 계약을 연장한다(4년째 구단 옵션 포함).
2014년 12월 19일에는 유망주인 톰 윈들과 잭 에플린과의 트레이드로 로스앤젤레스 다저스로 이적하게 된다.
2016년 2월 23일에 시카고 화이트삭스와 마이너 계약을 맺었으나 성적 부진으로 인해 6월 방출되었다.
2016년 12월 20일에 샌프란시스코 자이언츠와 마이너 계약을 체결했다.

## 개인적인 삶
롤린스는 트레이드가 공식 발표된 후 필라델피아의 지역지인 필라델피아 인콰이어러를 통해서 전면광고를 내며 '지난 18년 동안을 어떻게 말로 표현할 수가 없다. 북부 캘리포니아에서 온 십대 소년이 남편이 되었고 지금은 두 아이의 아버지가 됐다. 내 인생의 절반을 거의 여기서 보냈다. 영원히 감사해야 할 너무 많은 좋은 기억들을 갖고 있다'등의 감사표현을 적으며 소속팀이었던 필라델피아 필리스와 연고지인 필라델피아에 대해서 감사를 표시했다.

## 수상 경력·달성 기록
- 내셔널 리그 MVP 1회 : 2007년
- 월드 시리즈 MVP 1회 : 2008년
- 도루 1위 1회 : 2001년
- 실버 슬러거 1회 : 2007년
- 골든 글러브 4회 : 2007년 ~ 2009년, 2012년
- 메이저 리그 올스타전 선출 3회 : 2001년, 2002년, 2005년
- 로베르토 클레멘테 상 1회 : 2014년
- 38경기 연속 안타 : 2005년 8월 23일 ~ 2006년 4월 5일 (메이저 리그역대 8위)
- 시즌 최다 타석 : 778타석 (2007년, 메이저 리그역대 1위)
- 시즌 최다 타수 : 716타수 (2007년, 메이저 리그역대 1위)

## 연도별 타격 성적
| 연 도      | 소 속      | 경 기 | 타 석 | 타 수 | 득 점 | 안 타 | 2 루 타 | 3 루 타 | 홈 런 | 루 타 | 타 점 | 도 루 | 도 루 자 | 희 생 번 | 희 생 플 | 볼 넷 | 고 4 | 사 구 | 삼 진 | 병 살 타 | 타 율 | 출 루 율 | 장 타 율 | O P S |
| ---------- | ---------- | ----- | ----- | ----- | ----- | ----- | ------- | ------- | ----- | ----- | ----- | ----- | -------- | -------- | -------- | ----- | ---- | ----- | ----- | -------- | ----- | -------- | -------- | ----- |
| 2000년     | PHI        | 14    | 55    | 53    | 5     | 17    | 1       | 1       | 0     | 20    | 5     | 3     | 0        | 0        | 0        | 2     | 0    | 0     | 7     | 0        | .321  | .345     | .377     | .723  |
| 2001년     | PHI        | 158   | 720   | 656   | 97    | 180   | 29      | 12      | 14    | 275   | 54    | 46    | 8        | 9        | 5        | 48    | 2    | 2     | 108   | 5        | .274  | .323     | .419     | .743  |
| 2002년     | PHI        | 154   | 705   | 637   | 82    | 156   | 33      | 10      | 11    | 242   | 60    | 31    | 13       | 6        | 4        | 54    | 3    | 4     | 103   | 14       | .245  | .306     | .380     | .686  |
| 2003년     | PHI        | 156   | 689   | 628   | 85    | 165   | 42      | 6       | 8     | 243   | 62    | 20    | 12       | 5        | 2        | 54    | 4    | 0     | 113   | 9        | .263  | .320     | .387     | .707  |
| 2004년     | PHI        | 154   | 725   | 657   | 119   | 190   | 43      | 12      | 14    | 299   | 73    | 30    | 9        | 6        | 2        | 57    | 3    | 3     | 73    | 4        | .289  | .348     | .455     | .803  |
| 2005년     | PHI        | 158   | 732   | 677   | 115   | 196   | 38      | 11      | 12    | 292   | 54    | 41    | 6        | 2        | 2        | 47    | 8    | 4     | 71    | 9        | .290  | .338     | .431     | .770  |
| 2006년     | PHI        | 158   | 758   | 689   | 127   | 191   | 45      | 9       | 25    | 329   | 83    | 36    | 4        | 0        | 7        | 57    | 2    | 5     | 80    | 12       | .277  | .334     | .478     | .811  |
| 2007년     | PHI        | 162   | 778   | 716   | 139   | 212   | 38      | 20      | 30    | 380   | 94    | 41    | 6        | 0        | 6        | 49    | 5    | 7     | 85    | 11       | .296  | .344     | .531     | .875  |
| 2008년     | PHI        | 137   | 625   | 556   | 76    | 154   | 38      | 9       | 11    | 243   | 59    | 47    | 3        | 3        | 3        | 58    | 7    | 5     | 55    | 11       | .277  | .349     | .437     | .786  |
| 2009년     | PHI        | 155   | 725   | 672   | 100   | 168   | 43      | 5       | 21    | 284   | 77    | 31    | 8        | 2        | 5        | 44    | 1    | 2     | 70    | 7        | .250  | .296     | .423     | .719  |
| 2010년     | PHI        | 88    | 394   | 350   | 48    | 85    | 16      | 3       | 8     | 131   | 41    | 17    | 1        | 0        | 3        | 40    | 2    | 1     | 32    | 4        | .243  | .320     | .374     | .694  |
| 2011년     | PHI        | 142   | 631   | 567   | 87    | 152   | 22      | 2       | 16    | 226   | 63    | 30    | 8        | 0        | 3        | 58    | 5    | 3     | 59    | 9        | .268  | .338     | .399     | .736  |
| 2012년     | PHI        | 156   | 699   | 632   | 102   | 158   | 33      | 5       | 23    | 270   | 68    | 30    | 5        | 2        | 3        | 62    | 2    | 0     | 96    | 9        | .250  | .316     | .427     | .743  |
| 2013년     | PHI        | 160   | 666   | 600   | 65    | 151   | 36      | 2       | 6     | 209   | 39    | 22    | 6        | 3        | 3        | 59    | 6    | 1     | 93    | 12       | .252  | .318     | .348     | .667  |
| 2014년     | PHI        | 138   | 609   | 538   | 78    | 131   | 22      | 4       | 17    | 212   | 55    | 28    | 6        | 3        | 3        | 64    | 2    | 1     | 100   | 6        | .243  | .323     | .394     | .717  |
| 2015년     | LAD        | 144   | 563   | 517   | 71    | 116   | 24      | 3       | 13    | 185   | 41    | 12    | 8        | 1        | 1        | 44    | 0    | 0     | 86    | 12       | .224  | .285     | .358     | .643  |
| 통산：16년 | 통산：16년 | 2234  | 10074 | 9145  | 1396  | 2422  | 503     | 114     | 229   | 3840  | 928   | 465   | 103      | 42       | 52       | 797   | 52   | 38    | 1231  | 134      | .265  | .325     | .420     | .745  |

- 2015시즌 종료 기준.
- 각년도의 굵은 글씨는 리그 최고, 빨간 글씨는 MLB역대 최고.

## 참조
1. ↑  “Jimmy Rollins Statistics and History” (영어). baseballreference. 2015년 7월 31일에 확인함.
2. ↑  “지미 롤린스, '필라델피아에 뼈를 묻겠다'”. 2005년 6월 14일. 2015년 1월 3일에 확인함.
3. ↑  “롤린스-와그너, 올스타전 대리 출장”. 2005년 7월 8일. 2015년 1월 3일에 확인함.
4. ↑  “롤린스, 36게임 연속 안타로 시즌 마감”. 2005년 10월 3일. 2015년 1월 3일에 확인함.
5. ↑  “롤린스, 서재응 상대로 31경기 연속 안타”. 2005년 9월 27일. 2015년 1월 3일에 확인함.
6. ↑  “롤린스, 연속경기 안타 기록 '38'서 마감”. 2006년 4월 7일. 2015년 1월 3일에 확인함.
7. 1 2  “지미 롤린스의 팀 우승 예언, 251일만에 적중”. 2007년 10월 2일. 2016년 3월 8일에 원본 문서에서 보존된 문서. 2015년 1월 3일에 확인함.
8. ↑  “지미 롤린스, 통산 4번째로 20-20-20-20 클럽 가입”. 2007년 10월 1일. 2016년 3월 6일에 원본 문서에서 보존된 문서. 2015년 1월 3일에 확인함.
9. ↑  “MLB 롤린스, 유격수 역대 세 번째 30-30클럽 가입”. 2007년 9월 26일. 2015년 1월 3일에 확인함.
10. ↑  “지미 롤린스, ML 한시즌 최다 타수 신기록 경신”. 2007년 9월 29일. 2016년 3월 7일에 원본 문서에서 보존된 문서. 2015년 1월 3일에 확인함.
11. ↑  “취재파일, 롤린스와 할러데이 중에 NL MVP는 누굴까”. 2007년 10월 2일. 2015년 1월 3일에 확인함.
12. ↑  “MLB 명유격수 롤린스, 첫 MVP 수상”. 2007년 11월 21일. 2015년 1월 3일에 확인함.
13. ↑  “A-로드, 9번째 실버슬러거상 수상”. 2007년 11월 10일. 2015년 1월 3일에 확인함.
14. ↑  “MLB 매덕스, 역대 최다 17번째 골드글러브”. 2007년 11월 7일. 2015년 1월 3일에 확인함.
15. ↑  “다저스, 베테랑 유격수 롤린스 영입 공식 발표”. 2014년 12월 20일. 2015년 1월 3일에 확인함.
16. ↑  “다저스 롤린스, 필라델피아 팬들에게 감사 신문광고”. 2014년 12월 21일. 2015년 1월 3일에 확인함.